# Красносёлка (Славутский район)
Красносёлка (укр. Красносілка) — село в Славутском районе Хмельницкой области Украины.
Население по переписи 2001 года составляло 247 человек. Почтовый индекс — 30080. Телефонный код — 3842. Занимает площадь 1,07 км². Код КОАТУУ — 6823982702.

## Местный совет
30057, Хмельницкая обл., Славутский р-н, с. Дяков